# Rallou Karatza
Rallou Karatza (ur. w 1778, zm. 16 kwietnia 1870 w Thonbergu) – grecka aktorka, reżyserka, tłumaczka. Księżniczka wołoska. Uczestniczka greckiej wojny o niepodległość w latach 1821-1829.
Była aktorką, córką Jana Caradji, greckiego hospodara Wołoszczyzny. Jako pierwsza Greczynka w historii utworzyła grupę teatralną składają się z amatorów zwerbowanych w zwykłych szkołach. Założycielka teatru w Bukareszcie, fundatorka stypendiów dla aktorów, chcących studiować w Paryżu.
Była członkiem tajnej grupy Filiki Eteria, składającej się z Greków walczących przeciwko Turkom. Brała udział w greckiej wojnie o niepodległość.